# Patriot (album)
Patriot je osmé studiové album slovenské rockové skupiny Tublatanka vydané roku 2005.

## Seznam skladeb
1. Cítim sa fajn (Maťo Ďurinda / Martin Sarvaš) – 4:02
2. Život s tebou (Maťo Ďurinda) – 3:41
3. Cesta snov (Maťo Ďurinda ) – 3:46
4. Panika (Maťo Ďurinda) – 3:21
5. Mimozemský hlas (Maťo Ďurinda) – 4:34
6. Mesto nesplnených snov (Maťo Ďurinda) – 4:19
7. Neverná láska (Maťo Ďurinda) – 4:14
8. Snenie  (Juraj Kupec / Martin Sarvaš) – 3:48
9. Ja sa mám (Maťo Ďurinda / Miroslav Jurika, Marián Brezáni) – 3:11
10. Veľký deň  (Juraj Topor / Martin Sarvaš) – 3:04
11. Čierny dážď  (Maťo Ďurinda / Miroslav Jurika, Marián Brezáni) – 3:53
12. Hej hej mama (Maťo Ďurinda / Vlado Krausz) – 2:44
13. Pieseň pre Doda (Šlabikár VIII.)“ – (Maťo Ďurinda / Martin Sarvaš) – 3:58
14. Zostaň aspoň chvíľu (Maťo Ďurinda) – 3:36